# Lily Carlstedt
Lily Marie Louise Carlstedt later -Kelsby (5 maart 1926 – 14 juni 2002) was een Deense atlete die voornamelijk aan speerwerpen deed.
Ze vertegenwoordigde Denemarken op de Olympische Spelen van Londen in 1948 op het onderdeel speerwerpen en behaalde een bronzen medaille met een worp van 42,08 m achter Herma Bauma (goud) en de Finse Kaisa Parviainen (zilver). Ze nam ook deel Olympische Spelen van Helsinki in 1952 waar ze 5e eindigde.

## Titels
- Deens kampioene speerwerpen - 1947, 1948, 1949, 1950, 1951, 1952, 1954, 1955, 1956

## Palmares

### Speerwerpen
- 1948:  OS - 42,08 m
- 1950: 6e EK - 40,25 m
- 1952: 5e OS - 46,23 m
- 1954: 13e EK - 40,78 m